# Megger Group Limited

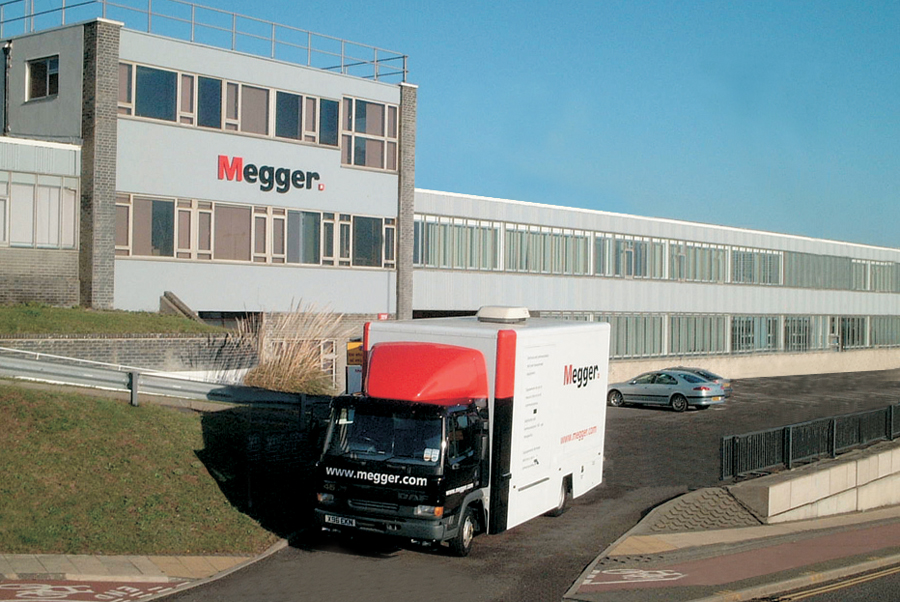
Megger in Dover

Die Megger Group Limited ist ein multinationales Unternehmen mit Sitz in Dover (England), Dallas (USA), Valley Forge (USA), Täby (Schweden) und Baunach (Deutschland), das elektrische Prüf- und Messinstrumente herstellt sowie entwickelt.
Das Unternehmen ist insbesondere für seine Isolationsprüfgeräte bekannt, stellt jedoch inzwischen auch Produkte für andere Bereiche her, zum Beispiel Kabelfehlerortung, Erdungsprüfgeräte, Niedrigohmprüfgeräte, Verkabelung, Isolationsprüfung, Multimeter, Prüfgeräte für elektrische Anlagen, Zangenmessgeräte, Transformatoren u. v. m.

## Geschichte
Im Laufe der Zeit gab es zahlreiche Unternehmen, die in die Megger-Gruppe aufgenommen wurden oder in sonst einer Weise mit ihr in Verbindung standen.

### Evershed & Vignoles

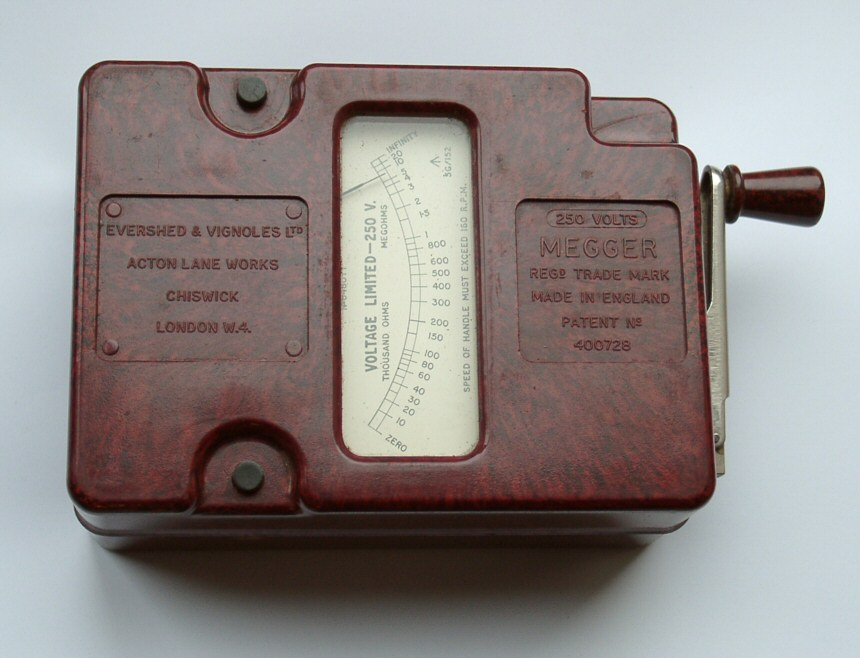
Wee Megger Isolationsmessgerät

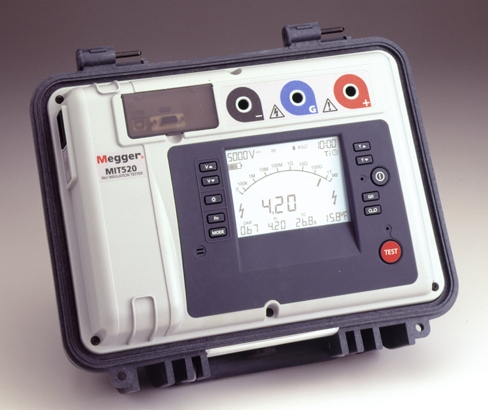
Moderne Version des Megger Isolationsmessgerätes MIT520/2

Sydney Evershed (1858–1939) und Ernest Vignoles kauften die Messgeräteabteilung von Goolden and Trotter auf (das Unternehmen, in dem sie beide arbeiteten) und gründeten daraufhin Evershed & Vignoles Limited am 5. Februar 1895.
Es ist daher wahrscheinlich, dass die Anfänge des Unternehmens Megger bis ins Jahr 1889 zurückdatieren. Das Unternehmen lag damals auf dem Gelände der Acton Lane Works, Chiswick in London (England), wo es 1903 vom Westbourne Park hinzog.
Sydney Evershed beantragte im Laufe der Jahre mehrere Patente für verschiedene elektrische Geräte.
Eines dieser Geräte war der „Handdynamo“. Dieses Instrument war in der Lage Strom zu erzeugen, der stark genug war, um damit Widerstände im Megaohm-Bereich messen zu können. Damit war die Grundlage für den Bau des ersten Isolationsprüfgerätes geschaffen. Das MEGaohm metER wurde in Megger umbenannt und wurde in der Folge am 25. Mai 1903 als Markenname registriert. Die Erfindung avancierte schnell zu einer beliebten Methode und wurde somit in den 1920er Jahren auch unter anderen Ingenieuren bekannt.
Aufgrund des Auftretens von elektromagnetischen Störungen wurden die ersten Megger Isolationsprüfgeräte in zwei separaten Boxen gebaut. Eine davon war zur Stromerzeugung, die andere für Messungen gedacht. Später wurden die Prüfgeräte in einer gemeinsamen Einheit gebaut. Sie waren mit einer Bakelite-Hülle verbunden und verfügten weiterhin über eine faltbare Handkurbel zur Betreibung des Dynamos.
Der bekannteste Tester war der sogenannte „Wee Megger“, „Meg“ oder „Megger Isolationstester“, welcher bis zu 2500 V erzeugen sowie Widerstände bis zu 20 000 Megaohm messen konnte. (Die moderne Version dieses Gerätes (Megger MJ15) kann bis zu 5 kV erzeugen).
In den 1920er Jahren beschäftigte das Unternehmen ungefähr 500 Menschen. Diese Zahl stieg während des Zweiten Weltkrieges auf über 1000 an, um im Jahr 1967 ihren Höhepunkt mit 1870 Angestellten zu erreichen.
1965 wurde Evershed&Vignoles Limited Teil der George Kent Group.

### AVO

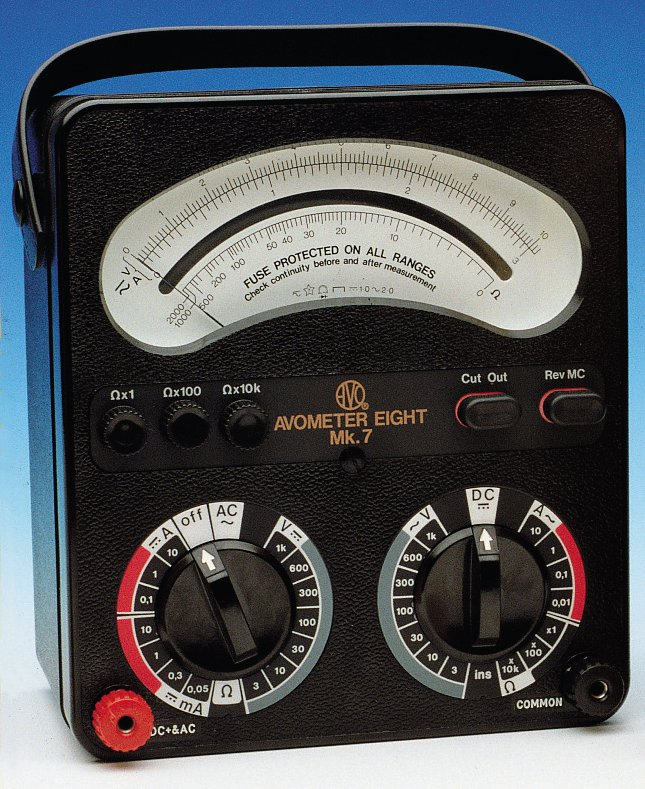
AVO Modell Nummer 8

Die Erfindung des ersten Multimeters (Mehrfachmessgerät) wird einem Post-Ingenieur namens Donald Macadie zugeschrieben.
Dieser hatte genug davon, stets zwei Instrumente für die Wartung der Telekommunikationsanlagen mit sich herumzutragen. Macadie erfand daher das erste Gerät, das sowohl Ampere als auch Volt und Ohm messen konnte. Folglich wurde das Gerät deshalb AVO genannt.
Macadie brachte seine Idee zur Automatic Coil Winder and Electrical Equipment Company (ACWEEC, wahrscheinlich 1923 gegründet).
Das erste AVO wurde 1923 verkauft. Obwohl es anfangs nur als Gleichstrom-Prüfgerät ausgelegt war, blieben viele seiner Funktionen bis zum letzten Modell unverändert.
ACWEEC wurde später zu AVO Limited und stellte in der Folge Geräte und Instrumente mit dem AVO-Markenzeichen her.
Das originale AVO-Multimeter wurde seit seiner Einführung 1923 kontinuierlich hergestellt. Das letzte Modell ging 2008 vom Band. Die Produktion wurde einzig aufgrund der immer größer werdenden Schwierigkeiten, die notwendigen Ersatzteile zu besorgen, eingestellt.
Das letzte Modell Nummer 8, eingeführt im Jahre 1951, hatte in den folgenden 57 Jahren Bestand, ohne grundlegend verändert zu werden.

### AVO Trainingsinstitut
Im Jahre 1963 gründeten Multi-Amp und AVO das Multi-Amp Institute. 2004 wurde das Institut dann zum AVO Training Institute, Inc. mit seinem Hauptsitz in Dallas, Texas. Das AVO Training Institute wurde gegründet, um Schulungen in den Bereichen der Elektrotechnik, besonders bezogen auf Sicherheit, Wartung und das Überprüfen von elektrischen Anlagen oder Geräten, anzubieten.
1996 wurde das Institut mit ISO 9001 zertifiziert. Bis heute haben mehr als 23 000 Elektriker aus aller Welt aus den Bereichen der Wartung und der Prüfung an unseren Kursen teilgenommen.
Das Institut verfügt weiterhin über ein Technical Resource Center – einen Online-Shop, der Bücher, Schulungsmaterialien, persönliche Sicherheitsausrüstung sowie Werkzeuge anbietet.
Die Schulung kann grundsätzlich an verschiedenen Orten der Welt stattfinden, wie beispielsweise in den Megger-Räumen in Paris.

### Thorn Electronics/EMI
Im Jahre 1970 wurde das Unternehmen genau wie andere aus der George Kent Group von Thorn Electrical Industries (gegründet: 1936)
übernommen, die zur selben Zeit auch AVO Limited gekauft hatten.
1987 wurde der Name des Unternehmens das erste Mal geändert; es hieß nun Megger Instruments Limited.

## Heute

### Megger
Megger Instruments Limited hatte seinen Standort bei der AVO Produktionsstätte Dover, Archliffe Road, CT17 9EN, Kent, England. Dies ist auch der aktuelle Unternehmensstandort im Vereinigten Königreich.
Aufgrund der Popularität der AVO Produkte änderte das Unternehmen seinen Namen in AVO Megger Instruments Limited im Jahre 1991. 2000 firmierte das Unternehmen zunächst als AVO International Holdings Limited, ab 2002 als AVO International Limited.
Schließlich änderte die gesamte Megger-Gruppe 2002 ihren Namen zu Megger Group Limited, worunter sie bis heute bekannt ist.
In der Dover Produktionsstätte arbeiten etwa 230 Angestellte. Insgesamt (einschließlich der Vertriebskanäle) beschäftigt die Megger Group Limited heute rund 1500 Menschen weltweit.
In Anlehnung an die bahnbrechenden Erfindungen, die das Entstehen der Megger Limited Group erst ermöglicht haben, sind die beiden Haupt-Meetingräume in Dover nach Evershed und Macadie benannt.

### Biddle
Viele Jahre lang war die James G. Biddle Company in Pennsylvania sowohl der USA-Importeur der Megger Produkte als auch Hersteller von Produkten unter ihrem eigenen Namen. 1989 begann Biddle mit der Herstellung einer Produktpalette zur Überprüfung der Unversehrtheit großer Batteriesysteme, welches später zur Entwicklung der BITE (eng. Battery Impedance Test Equipment)-Produktlinie führte.
1991 schlossen sich Biddle, Megger und MultiAmp zur AVO International zusammen. Auch heute werden noch Produkte unter dem Namen Biddle verkauft. Biddle war eine der ersten Unternehmen, die kommerzielle Kabelfehlerortungssysteme herstellte.

### States
Megger Group Limited gehört die US Produktionsstätte in Dallas, Texas. Die Produktionsstätte in Dallas fertigt Anschlussklemmen und Prüfschalter unter dem Handelsnamen States, der seit den 1940er Jahren besteht.

### PowerDB
PowerDB wurde im Herbst 2005 erworben. PowerDB entwickelt Software zur Unterstützung bei der Durchführung von Tests und Wartungen sowie zur Speicherung der Prüfdaten, die vollständig kompatibel mit vielen Megger Produkten ist.

### Programma
Die Programma Electric AB ist ein schwedischer Hersteller für Prüf- und Messinstrumente, der 1976 gegründet wurde. Zu Programmas Produkten zählen unter anderem: Leistungsschalter Testgeräte, Batterieprüfgeräte, Mikroohmmeter sowie Relaisprüfgeräte. Die Produktionsstätte liegt in Täby, Schweden.
Im März 2001 wurde Programma an die GE Energy verkauft und gehört seit Juni 2007 zur Megger Group Limited.

### Pax Diagnostics
Im Oktober 2008 hat Megger Group Limited die Pax Diagnostics (Schweden) übernommen. Pax stellt Transformatorenprüfgeräte sowie Isolationsprüfgeräte her.
Pax Diagnostics wurde 2004 von ehemaligen Programma-Mitarbeitern gegründet und hat seinen Sitz ebenfalls in Täby, Schweden.

### SebaKMT
Im Juli 2012 erwarb Megger SebaKMT, die auf die Ortung und Prüfung von Stromkabeln und die Erkennung von Rohrleckagen spezialisiert sind.
SebaKMT hat Entwicklungs- und Fertigungsstandorte in Deutschland und den USA. Mit der Übernahme ging eine deutliche Umsatzsteigerung von Megger einher. Damit verbesserte sich die Position des Konzerns auf dem Markt für Testgeräte für den Elektrobereich deutlich.

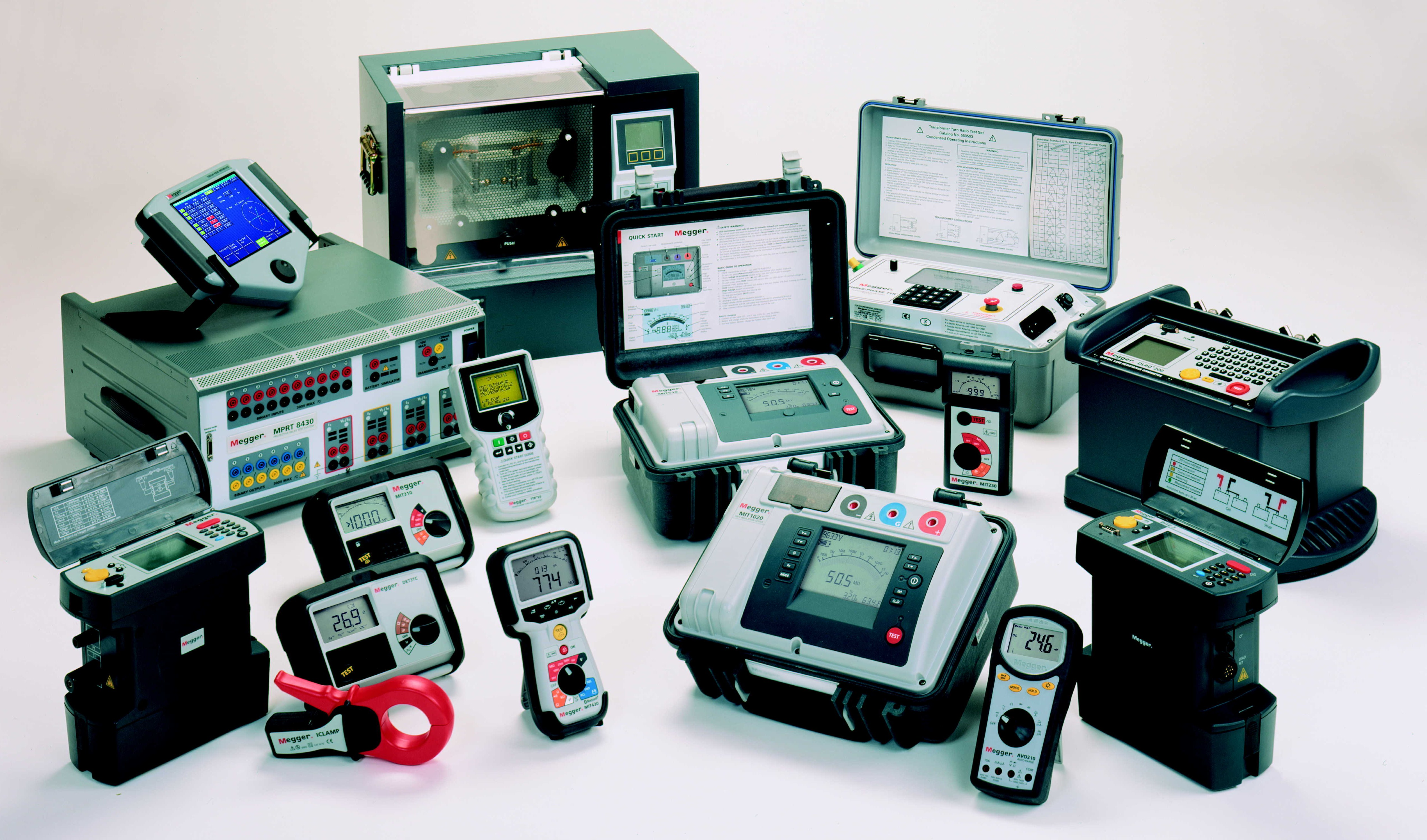
Megger-Produkte

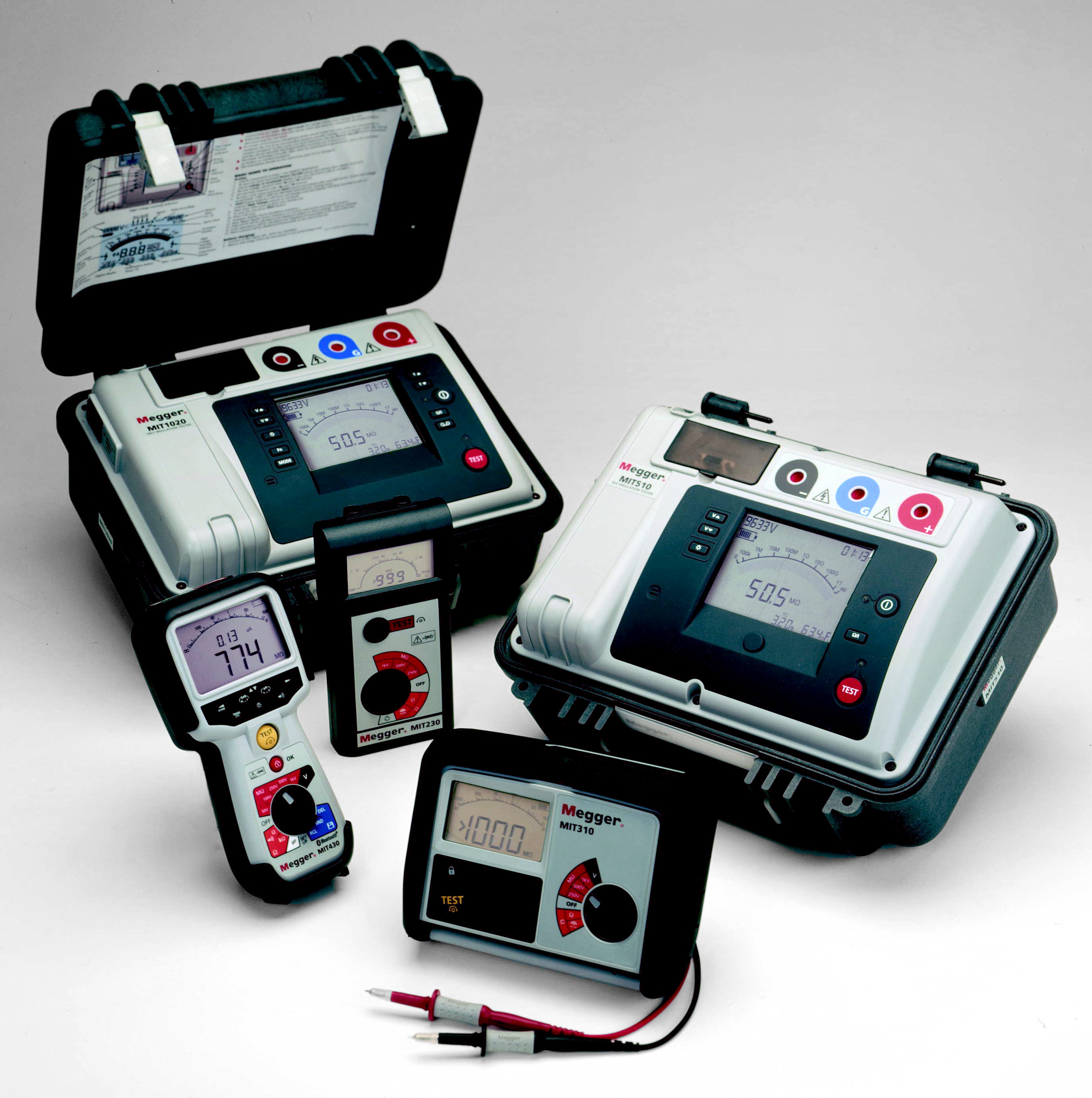
Megger-Isolationsprüfgerät

## Produkte

### Produktion/Fertigung

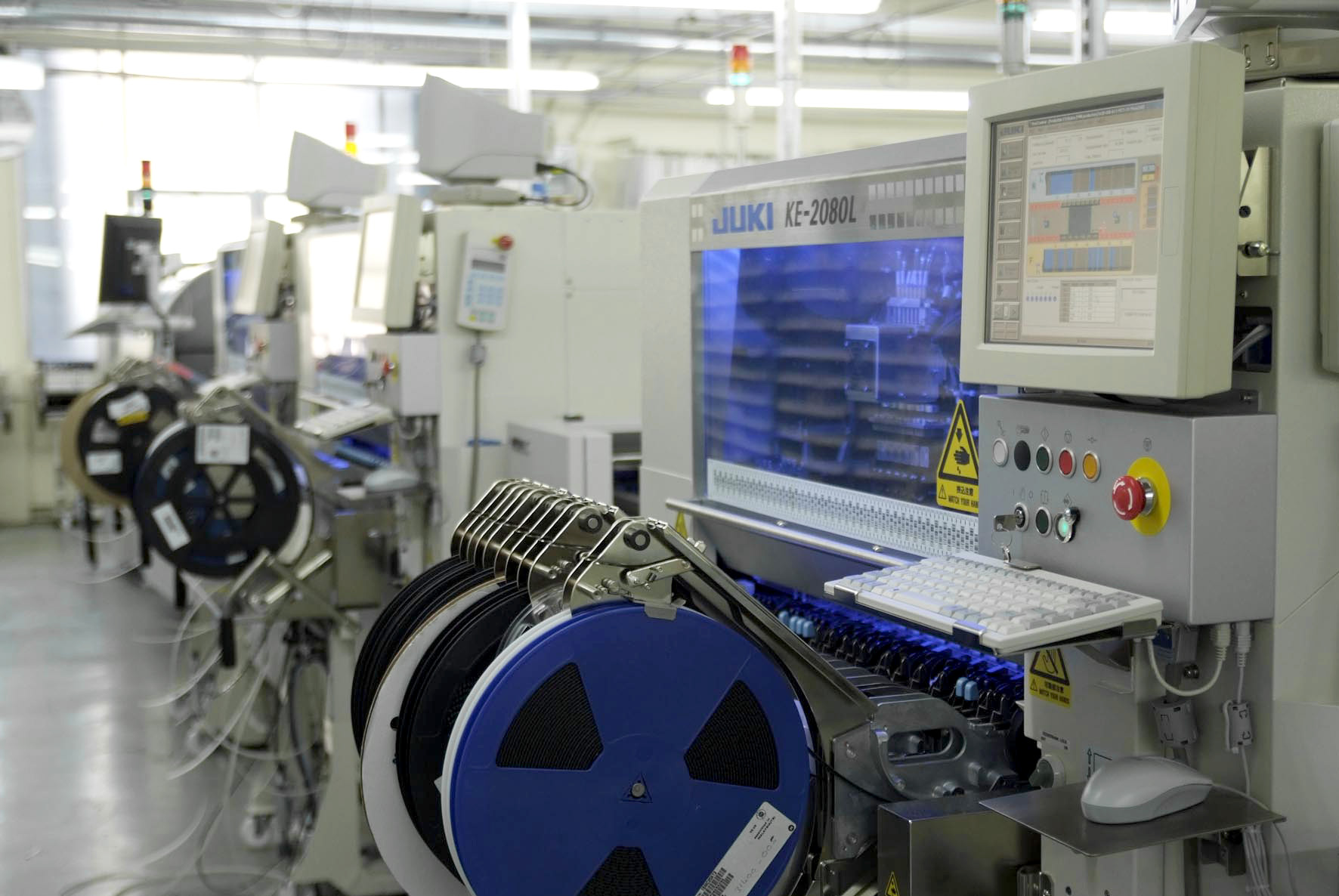
SMT-Maschinen

Die Dover-Produktionsstätte hat ihr eigenes EMC-Labor sowie SMT-Maschinen. Allerdings müssen viele der mechanischen Teile von anderen Unternehmen gekauft werden. (Dies war auch der Grund für die Einstellung der Produktion des AVO Modell Nummer 8)
Alle Fertigungsstandorte haben die ISO 9001:200 Zertifizierung. Dover und Täby sind außerdem auch nach ISO 14001 zertifiziert.

### Verkauf und technische Unterstützung
Die Megger-Gruppe verfügt über mehr als 1000 Distributionspunkte in mehr als 132 Ländern. 85 % des Verkaufs erfolgt über das Distributionsnetzwerk. Es gibt Verkaufsbüros in mehreren Ländern (siehe Karte), viele der Produkte werden jedoch in Zusammenarbeit mit spezialisierten Händlern und anderen Partnern verkauft, wie beispielsweise RS Components oder seit kurzem auch Test Equipment Connection Corporation.
Verkaufs- sowie Technical Support-Büros sind in den ganzen USA und Kanada vorhanden, weiterhin auch in Dover, Paris, Oberursel, Mumbai, Sydney und Bahrain (insgesamt 15).

## Forschung
Megger sponsert regelmäßig Projekte an der University of Kent und arbeitet darüber hinaus auch noch mit anderen Universitäten zusammen.

## Wohltätigkeit
Nach dem schweren Erdbeben von Sichuan im Jahre 2008 spendete Megger drei Monate lang 5 % der chinesischen Verkaufserlöse an das örtliche Rote Kreuz. Weiterhin wurde, um noch mehr zu helfen, ein 15%iger Nachlass auf alle in China verkauften Geräte gewährt.
Elektrische Prüfgeräte im Wert von mehr als 9000 $ wurden dem Mesalands Community College’s North American Wind Research and Training Center (NAWRTC) gespendet.
Bei der Dover Produktionsstätte spenden Freiwillige regelmäßig Blut. Das Blutspendemobil kommt direkt zum Megger Gelände gefahren, damit die Angestellten nicht zur normalen Blutspendestelle in Dover gehen müssen.

### Distributoren
- Biddle-Megger
- AVO-Biddle
- AVO New Zealand
- Megger Belgium